# Porsche в автоспорте
Porsche Motorsport — германская автогоночная команда, представляющая собой подразделение автомобильной компании Porsche. Команда постоянно участвует и побеждает во многих гонках.

## История

### 1930-е

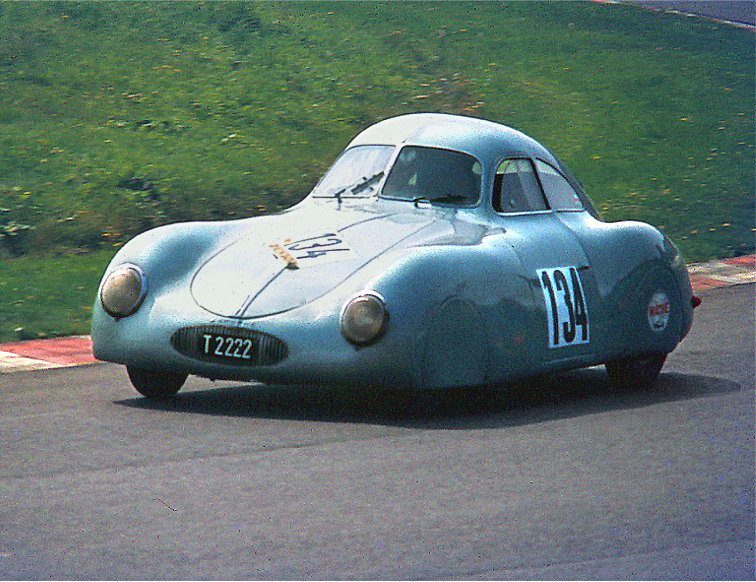
Porsche 64 — первый гоночный автомобиль компании Porsche

С самого начала своего существования компания Porsche принимает активное участие в автоспорте. Первым гоночным автомобилем компании считается Porsche 64. Данный автомобиль был создан специально для гонки Берлин — Рим и впервые был представлен в 1939 году. Автомобиль имел обтекаемый кузов и был оснащён оппозитным мотором с воздушным охлаждением, который располагался в задней части. Мотор Porsche 64 имел мощность в 50 лошадиных сил и это позволяло автомобилю разгоняться до 160 километров в час. Всего было выпущено три таких автомобиля, но до наших дней дожил лишь один из них. Сегодня автомобиль можно увидеть в музее компании.

### 1950-е
В июне 1951 года в Ле Мане стартовали два купе Porsche 356/2 с алюминиевыми кузовами (640 кг, 4 цил., 46 л. с.) Они выиграли в классе до 1100 см³. Это была первая победа германских автомобилей в послевоенных международных соревнованиях.

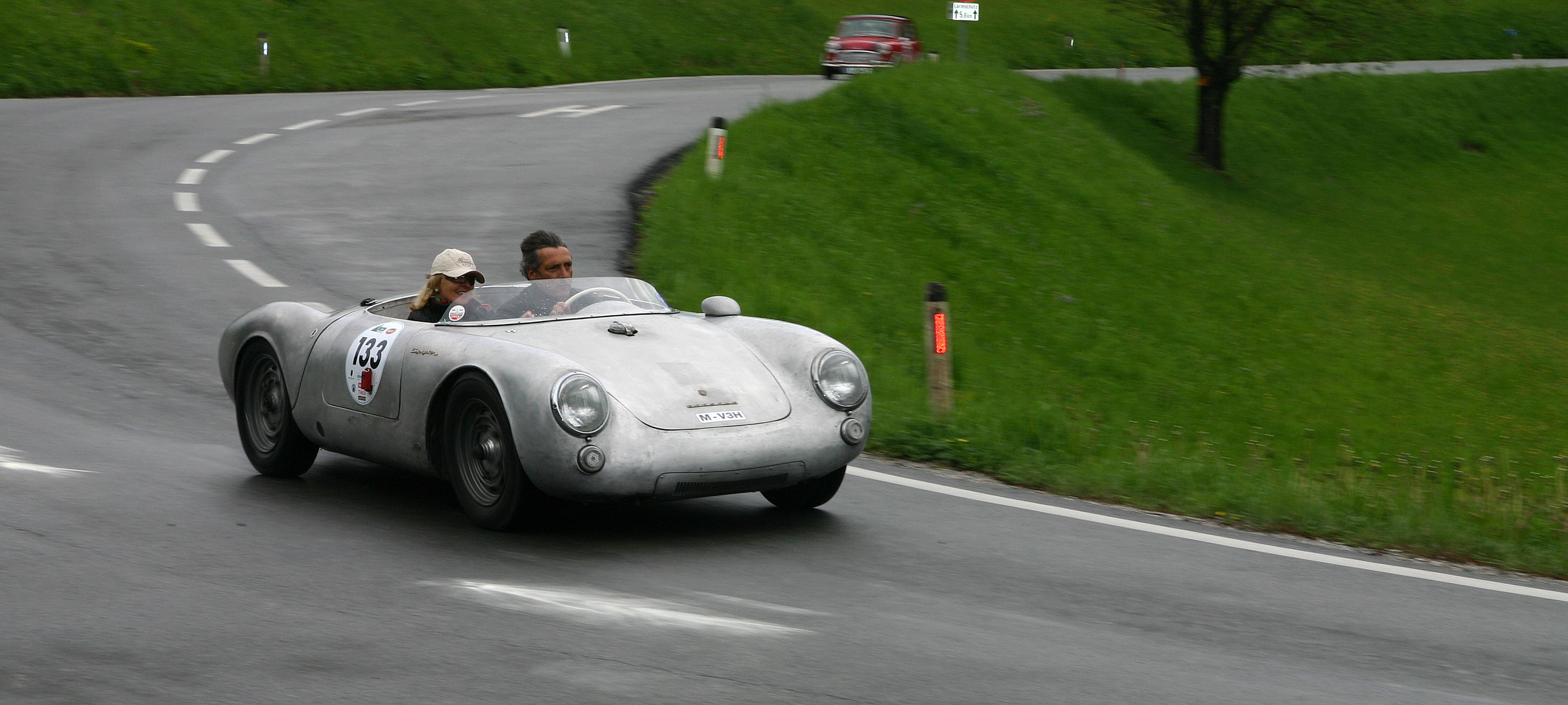
Porsche 550 Spyder на Gaisbergrennen

В 1953 году на автосалоне в Париже компания представила Porsche 550. Автомобиль представляла собой двухместное авто с открытым верхом и обтекаемым кузовом из алюминиевых панелей, лёгким шасси в виде трубчатой лестничной рамы. Первые участия в гонках модели 550 с гонщиком Рихардом фон Франкенбургом и другими гонщиками были чрезвычайно успешными. На длинных пробегах машина оставляла позади даже конкурентов с бо́льшим количеством лошадиных сил. Когда в 1954 году появился 550 Spyder мощностью 110 л. с., он победил в Ле Мане как по классу 1,5 литра, так и 1,1 литра. Сенсационная победа вывела Porsche на кольцевые гонки на Нюрнбургринге. Здесь 550-й оставил всех позади, занял первые 4 места и привлёк к предприятию широкое внимание общественности.
Дебютировала команда в 1957 году на домашнем для себя Гран-при Германии. За руль Porsche 550 RS, спроектированного Вильгельмом Хильдом, посадили германца Эдгара Барта и итальянца Умберто Мальоли. Первая гонка не принесла успеха команде, оба пилота сошли из-за механических проблем. После этой гонки команда решила не продолжать участие в сезоне 1957 года.
Возвращение её сюда состоялось лишь через год, на том же Гран-при Германии. На сей раз команда привезла на Нюрбургринг две машины: прошлогоднюю 550 RS и новый RSK. А вот пилот приехал только один, как и в прошлом году команду представлял Эдгар Барт. Обе машины были оборудованы двигателем Porsche 547/3 B4 и различались конструкцией шасси (550 RS был сделан на базе обычного спортивного автомобиля для гонок в Ле Мане, с «закрытыми» колёсами и фарами, в то время как RSK имел кузов, сделанный по тогдашней моде Формулы-1: с открытыми колёсами и задним расположением силового агрегата). Стартовать решили на 550 RS, однако гонку закончить опять не удалось, опять по причине механических проблем с болидом.
После доработок автомобиля и создания нового Porsche 718, команда снова вернулась в чемпионат, но на сей раз на Гран-при Монако. За руль посадили немца Вольфганга фон Трипса, но и в этот раз машина подвела команду. Команда подала заявку на участие в Гран-при Германии с новой машиной 718/2, однако в последний момент перед стартом команда решила не стартовать. В Кубке конструкторов команду классифицировали седьмой (из 16 участвующих), а её пилота Вольфганга фон Трипса 41-м из 85 человек участвующих в чемпионате. После проведения сезона было решено работать над машиной и модернизировать её для участия в сезоне 1960 года.

### 1960-е
Сезон 1960 вновь был неполным. Команда появилась только на двух гонках чемпионата с двумя разными автомобилями: с уже проверенным Porsche 718 и новейшей разработкой инженеров германской конюшни, моделью 787. Новое шасси было сделано в соответствии с регламентом сезона 1960, двигатель же остался прежним 547/3 В4, лишь подогнаным под регламент этого сезона (объём безнаддувного двигателя ограничен 1,5 л.).
Пара пилотов состояла из проверенного Эдгара Барта и Ханса Херрмана. На внезачётный этап проводившийся в Германии на Нюрбургринге пригласили шведа Йоаким Бонниер. И результаты сразу пошли в гору. Бонниер выиграл внезачётную гонку, и Херрмана на зачётной гонке в Италии, не подвёл автомобиль, и благодаря хорошей скорости он взял для команды первое в её карьере очко. А Херрман 28-е в личном зачёте из 86 участвующих. Барт же без очков стал 69-м.
В 1961 году руководство команды решило принять участие полностью во всех гонках сезона. Для управления автомобилем в команду были приглашены Дэн Герни и Йо Бонниер, а также с предыдущего сезона в команде остался Ханс Херрман. С самого начала сезона команда находилась среди фаворитов. Герни весь сезон боролся за победы с пилотами Ferrari и Lotus и заработав 3 подиума на Гран-при Германии, Италии и США, занял 3-е место по итогам сезона с 21 очком. Бонниер закончил сезон 13-м с 3 очками (одно из них за Porsche). 22 очков оказалось достаточно, что-б занять бронзовую позицию в Кубке Конструкторов, уступив лишь Lotus и Ferrari.

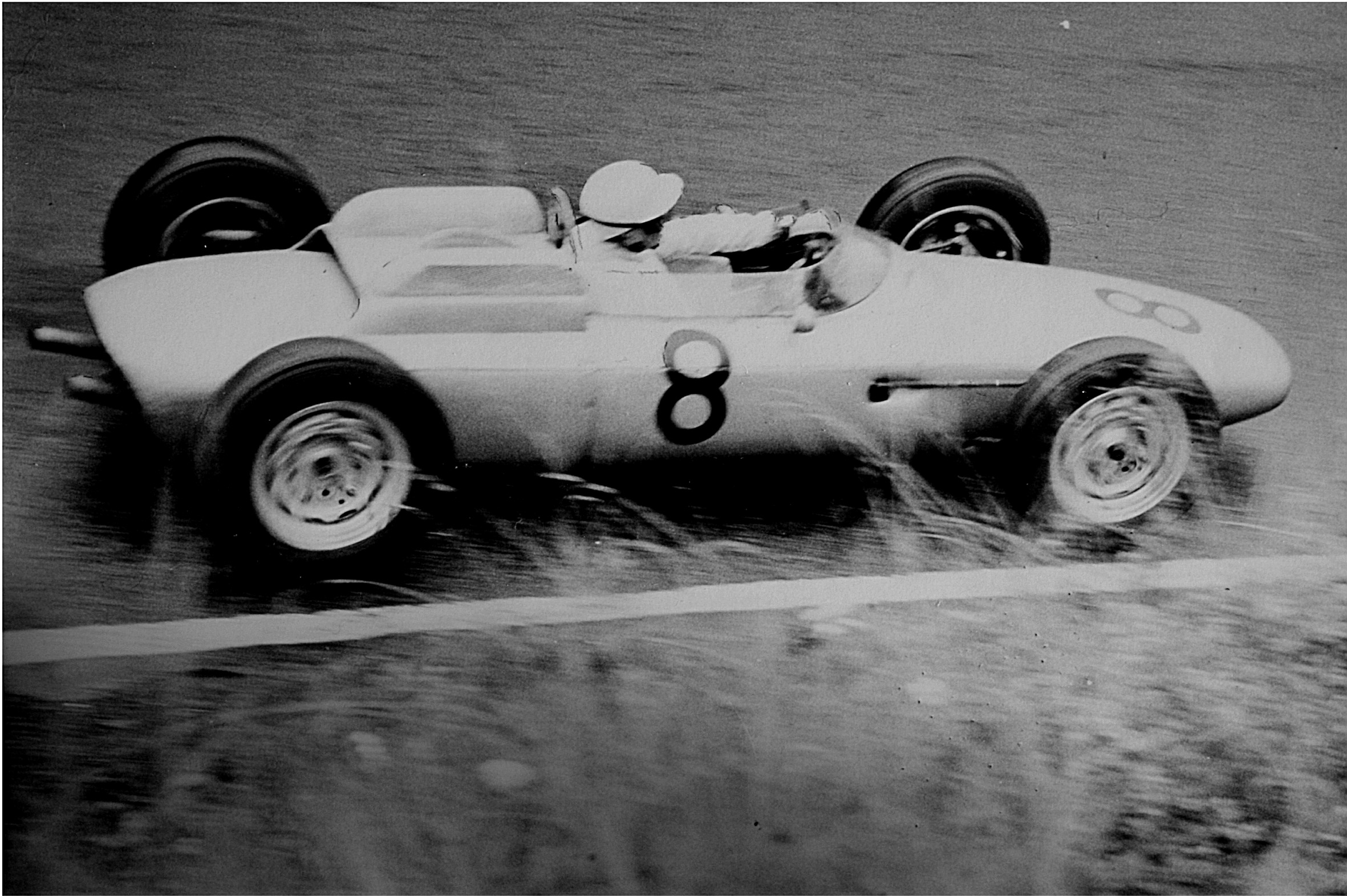
Йоаким Бонниер за рулём Porsche 804 на Гран-при Германии 1962 года

Сезон 1962 года оказался также весьма удачным. На Гран-при Франции Дэн Герни завоевал первую для команды победу в Формуле-1. Для создания нового автомобиля класса GT Porsche 904, отец семейства Ферри Порше команду дизайнеров усилил своим старшим сыном, Бутци Порше, предварительно дав последнему окончить университет. Бутци взял за основу свой эскизный проект 1961 года, значительно сократив временные потери. В состоянии глубокого цейтнота приняли решение применить двухлитровый четырёхцилиндровый двигатель модели Porsche 911 Carrera 2 после модернизации клапанов, распредвала и установки специальной выпускной системы, пригодной только для гоночных трасс. Максимальную мощность автомобиля Porsche 904 удалось довести до 180 лошадиных сил. Даже в дорожном варианте при мощности 155 л. с. скорость достигала 250 километров в час. Позже появились 6 и 8-цилиндровые версии Porsche 904.

### 1980-е

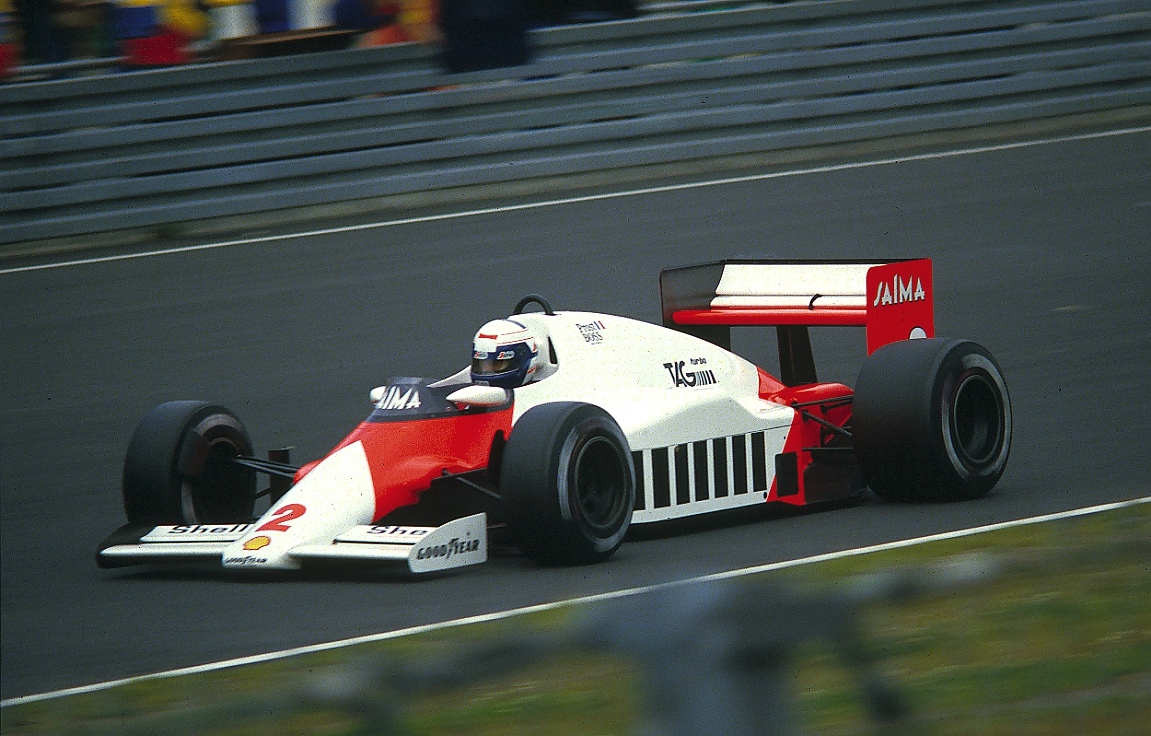
Ален Прост за рулём McLaren MP4/2B (с двигателем TAG/Porsche TTE PO1 1,5 V6T) на Гран-при Германии 1985 года

Будучи очень успешным с применением турбонадува на серийных автомобилях в 1970-х годах, Porsche вернулась в Формулу-1 в 1983 году после почти двух десятилетий, поставляя V6 с турбонадувом и водяным охлаждением под маркой «TAG-Turbo Made by Porsche» для команды McLaren. По аэродинамическим причинам, Porsche отказался от традиционного для своих автомобилей оппозитного мотора. Разработка двигателя была профинансирована люксембургским холдингом Techniques d'Avant Garde, в результате чего он выпускался под маркой TAG-Porsche.
Результатом сотрудничества Porsche с командой McLaren c 1984 по 1987 годах стало:
- 3 чемпионских титула
- 2 кубка конструктора
- 25 побед
- 54 подиума
- 7 поул-позиций

### 1990-е
Компания Porsche вернулась в Формулу-1 вновь в 1991 году в качестве поставщика двигателей, однако на этот раз с катастрофическим результатом. Автомобили команды Footwork с двигателями Porsche участвовали лишь пол-сезона и не набрали ни одного балла. После этого компания решила свернуть свою программу по выступлению в Формуле-1 и вновь сосредоточиться на гонках на выносливость.

### 2000-е
В 2008 году компания рассматривалась как потенциальный претендент на участие в чемпионате мира. Однако позже компания Porsche заявила, что исключает своё участие в Формуле-1, поскольку высокий уровень затрат и скандал вокруг президента FIA Макса Мосли делают этот спорт малопривлекательным.
После скандала, связанного с Максом Мосли и женщинами, перспектива участвовать в Ф1 выглядит не слишком привлекательной.Вольфганг Порше в интервью германскому журналу Stern.

### 2010-е
В мае 2010 года руководитель спортивного отделения Volkswagen Group Крис Ниссен заявил, что компания Porsche рассматривает возможность участия в Формуле-1 начиная с 2013 года в качестве поставщика моторов.
Летом 2011 года автомобили Porsche одержали очередную победу в «24 часах Нюргбургринга». На самом старте Ромен Дюма, Марк Либ, Тимо Бернхард и Лукас Лур выступали двух автомобилях — коллектив проверял, какая из версий Porsche 997 имеет больше шансов на успех. После нескольких часов было решено оставить на трассе модификацию GT2, а представитель класса GT3 отправился в гараж. Темп гонки на этот раз был высок, и победители смогли установить новый рекорд, пройдя 156 кругов. В середине лета руководство официально объявило о возвращении Porsche в гонки спортпрототипов начиная с 2014 года. Команда будет выступать в марафонах в Ле Мане, Спа, Себринге и других. Также производитель планировал возвращение в Ф-1 в качестве поставщика моторов и даже построил прототип двигателя, но затем отказался от этой идеи из-за отмены запланированных изменений регламента.

## Результаты

### Результаты выступлений Porsche в чемпионате мира Формулы-1
| Легенда к таблице |                                                                    |
| --- | ------------------------------------------------------------------ |
| В таблице перечислены результаты всех Гран-при Формулы-1, в которых принимала участие команда. Строками таблицы являются сезоны, столбцами — этапы чемпионата мира. В каждой клетке указаны сокращённое название этапа и результаты гонщиков команды, дополнительно обозначенные цветом. Расшифровка обозначений и цветов представлена в нижеследующей таблице. |                                                                    |
| \| Пример \| Описание \| \| ------------ \| ------------------------------------------------------------------ \| \| 1 \| Победитель \| \| 2 \| Второе место \| \| 3 \| Третье место \| \| 5 \| Финишировал, заработав очки \| \| Сход \| Не финишировал, но при этом заработал очки \| \| 12 \| Финишировал, не получив очков \| \| НКЛ \| Финишировал, но не попал в финальную классификацию \| \| 15 \| Участвовал вне зачёта, либо по отдельной классификации \| \| 18 \| Не финишировал, но попал в финальную классификацию \| \| Сход \| Не финишировал \| \| НКВ \| Не прошёл квалификацию \| \| НПКВ \| Не прошёл предквалификацию \| \| ДСК \| Дисквалифицирован \| \| ИСК \| Исключён из протокола соревнований \| \| ТТ \| Заявлен для участия только в тренировках \| \| НС \| Участвовал в квалификации, но не стартовал в гонке \| \| Т \| Травмирован или болен \| \| ОТК \| Отказ от участия \| \| НТР \| Прибыл на соревнования, но на трассу не выезжал \| \| НПР \| Был заявлен в числе участников, но не прибыл к началу соревнований \| \| О \| Соревнования отменены \| \| \| Не участвовал \| \| Поул-позиция \| \| \| Быстрый круг \| \| |                                                                    |
| Пример | Описание                                                           |
| 1 | Победитель                                                         |
| 2 | Второе место                                                       |
| 3 | Третье место                                                       |
| 5 | Финишировал, заработав очки                                        |
| Сход | Не финишировал, но при этом заработал очки                         |
| 12 | Финишировал, не получив очков                                      |
| НКЛ | Финишировал, но не попал в финальную классификацию                 |
| 15 | Участвовал вне зачёта, либо по отдельной классификации             |
| 18 | Не финишировал, но попал в финальную классификацию                 |
| Сход | Не финишировал                                                     |
| НКВ | Не прошёл квалификацию                                             |
| НПКВ | Не прошёл предквалификацию                                         |
| ДСК | Дисквалифицирован                                                  |
| ИСК | Исключён из протокола соревнований                                 |
| ТТ | Заявлен для участия только в тренировках                           |
| НС | Участвовал в квалификации, но не стартовал в гонке                 |
| Т | Травмирован или болен                                              |
| ОТК | Отказ от участия                                                   |
| НТР | Прибыл на соревнования, но на трассу не выезжал                    |
| НПР | Был заявлен в числе участников, но не прибыл к началу соревнований |
| О | Соревнования отменены                                              |
| | Не участвовал                                                      |
| Поул-позиция |                                                                    |
| Быстрый круг |                                                                    |

| Год  | Шасси                     | Двигатель                               | Ш | Пилоты              | 1    | 2    | 3   | 4   | 5    | 6    | 7    | 8   | 9   | 10  | 11  | Место | Очки |
| ---- | ------------------------- | --------------------------------------- | - | ------------------- | ---- | ---- | --- | --- | ---- | ---- | ---- | --- | --- | --- | --- | ----- | ---- |
| 1957 | Porsche 550 RS            | Porsche 547/3 1,5 B4                    | ? |                     | АРГ  | МОН  | 500 | ФРА | ВЕЛ  | ГЕР  | ПЕС  | ИТА |     |     |     | —(1)  | —(1) |
| 1957 | Porsche 550 RS            | Porsche 547/3 1,5 B4                    | ? | Умберто Мальоли     |      |      |     |     |      | Сход |      |     |     |     |     | —(1)  | —(1) |
| 1957 | Porsche 550 RS            | Porsche 547/3 1,5 B4                    | ? | Эдгар Барт          |      |      |     |     |      | 12   |      |     |     |     |     | —(1)  | —(1) |
| 1958 | Porsche 718 RSK           | Porsche 547/3 1,5 B4                    | ? |                     | АРГ  | МОН  | НИД | 500 | БЕЛ  | ФРА  | ВЕЛ  | ГЕР | ПОР | ИТА | МАР | 9(2)  | 0    |
| 1958 | Porsche 718 RSK           | Porsche 547/3 1,5 B4                    | ? | Эдгар Барт          |      |      |     |     |      |      |      | 6   |     |     |     | 9(2)  | 0    |
| 1959 | Porsche 718 Porsche 718/2 | Porsche 547/3 1,5 B4                    | D |                     | МОН  | 500  | НИД | ФРА | ВЕЛ  | ГЕР  | ПОР  | ИТА | США |     |     | 7(2)  | 0    |
| 1959 | Porsche 718 Porsche 718/2 | Porsche 547/3 1,5 B4                    | D | Вольфганг фон Трипс | Сход |      |     |     |      | ОТК  |      |     |     |     |     | 7(2)  | 0    |
| 1960 | Porsche 718/2             | Porsche 547/3 1,5 B4                    | D |                     | АРГ  | МОН  | 500 | НИД | БЕЛ  | ФРА  | ВЕЛ  | ПОР | ИТА | США |     | 7     | 1    |
| 1960 | Porsche 718/2             | Porsche 547/3 1,5 B4                    | D | Эдгар Барт          |      |      |     |     |      |      |      |     | 7   |     |     | 7     | 1    |
| 1960 | Porsche 718/2             | Porsche 547/3 1,5 B4                    | D | Ханс Херрман        |      |      |     |     |      |      |      |     | 6   |     |     | 7     | 1    |
| 1961 | Porsche 718/2 Porsche 787 | Porsche 547/3 1,5 B4                    | D |                     | МОН  | НИД  | БЕЛ | ФРА | ВЕЛ  | ГЕР  | ИТА  | США |     |     |     | 3     | 23   |
| 1961 | Porsche 718/2 Porsche 787 | Porsche 547/3 1,5 B4                    | D | Йо Бонниер          | 12   | 11   | 7   | 7   | 5    | Сход | Сход | 6   |     |     |     | 3     | 23   |
| 1961 | Porsche 718/2 Porsche 787 | Porsche 547/3 1,5 B4                    | D | Дэн Герни           | 5    | 10   | 6   | 2   | 7    | 7    | 2    | 2   |     |     |     | 3     | 23   |
| 1961 | Porsche 718/2 Porsche 787 | Porsche 547/3 1,5 B4                    | D | Ханс Херрман        | 9    |      |     |     |      | 13   |      |     |     |     |     | 3     | 23   |
| 1962 | Porsche 718/2 Porsche 804 | Porsche 547/3 1,5 B4 Porsche 753 1,5 B8 | D |                     | НИД  | МОН  | БЕЛ | ФРА | ВЕЛ  | ГЕР  | ИТА  | США | ЮАР |     |     | 5     | 18   |
| 1962 | Porsche 718/2 Porsche 804 | Porsche 547/3 1,5 B4 Porsche 753 1,5 B8 | D | Йо Бонниер          | 7    | 6    |     | 10  | Сход | 7    | 6    | 13  |     |     |     | 5     | 18   |
| 1962 | Porsche 718/2 Porsche 804 | Porsche 547/3 1,5 B4 Porsche 753 1,5 B8 | D | Дэн Герни           | Сход | Сход |     | 1   | 9    | 3    | 13   | 5   |     |     |     | 5     | 18   |
| 1962 | Porsche 718/2 Porsche 804 | Porsche 547/3 1,5 B4 Porsche 753 1,5 B8 | D | Фил Хилл            |      |      |     |     |      |      |      | НС  |     |     |     | 5     | 18   |

Примечания:
1.↑  — Кубок конструкторов появился в 1958 году.
2.↑  — место с учетом выступлений пилотов на частных шасси.

### Результаты выступлений частных шасси Porsche в чемпионате мира Формулы-1
| Легенда к таблице |                                                                    |
| --- | ------------------------------------------------------------------ |
| В таблице перечислены результаты всех Гран-при Формулы-1, в которых использовался автомобиль. Строками таблицы являются сезоны, столбцами — этапы чемпионата мира. В каждой клетке указаны сокращённое название этапа и результат, дополнительно обозначенный цветом. Расшифровка обозначений и цветов представлена в нижеследующей таблице. |                                                                    |
| \| Пример \| Описание \| \| ------------ \| ------------------------------------------------------------------ \| \| 1 \| Победитель \| \| 2 \| Второе место \| \| 3 \| Третье место \| \| 5 \| Финишировал, заработав очки \| \| Сход \| Не финишировал, но при этом заработал очки \| \| 12 \| Финишировал, не получив очков \| \| НКЛ \| Финишировал, но не попал в финальную классификацию \| \| 15 \| Участвовал вне зачёта, либо по отдельной классификации \| \| 18 \| Не финишировал, но попал в финальную классификацию \| \| Сход \| Не финишировал \| \| НКВ \| Не прошёл квалификацию \| \| НПКВ \| Не прошёл предквалификацию \| \| ДСК \| Дисквалифицирован \| \| ИСК \| Исключён из протокола соревнований \| \| ТТ \| Заявлен для участия только в тренировках \| \| НС \| Участвовал в квалификации, но не стартовал в гонке \| \| Т \| Травмирован или болен \| \| ОТК \| Отказ от участия \| \| НТР \| Прибыл на соревнования, но на трассу не выезжал \| \| НПР \| Был заявлен в числе участников, но не прибыл к началу соревнований \| \| О \| Соревнования отменены \| \| \| Не участвовал \| \| Поул-позиция \| \| \| Быстрый круг \| \| |                                                                    |
| Пример | Описание                                                           |
| 1 | Победитель                                                         |
| 2 | Второе место                                                       |
| 3 | Третье место                                                       |
| 5 | Финишировал, заработав очки                                        |
| Сход | Не финишировал, но при этом заработал очки                         |
| 12 | Финишировал, не получив очков                                      |
| НКЛ | Финишировал, но не попал в финальную классификацию                 |
| 15 | Участвовал вне зачёта, либо по отдельной классификации             |
| 18 | Не финишировал, но попал в финальную классификацию                 |
| Сход | Не финишировал                                                     |
| НКВ | Не прошёл квалификацию                                             |
| НПКВ | Не прошёл предквалификацию                                         |
| ДСК | Дисквалифицирован                                                  |
| ИСК | Исключён из протокола соревнований                                 |
| ТТ | Заявлен для участия только в тренировках                           |
| НС | Участвовал в квалификации, но не стартовал в гонке                 |
| Т | Травмирован или болен                                              |
| ОТК | Отказ от участия                                                   |
| НТР | Прибыл на соревнования, но на трассу не выезжал                    |
| НПР | Был заявлен в числе участников, но не прибыл к началу соревнований |
| О | Соревнования отменены                                              |
| | Не участвовал                                                      |
| Поул-позиция |                                                                    |
| Быстрый круг |                                                                    |

| Год  | Команды                           | Шасси                          | Двигатель            | Ш | Пилоты               | 1    | 2   | 3    | 4    | 5   | 6    | 7   | 8    | 9   | 10  | 11  |
| ---- | --------------------------------- | ------------------------------ | -------------------- | - | -------------------- | ---- | --- | ---- | ---- | --- | ---- | --- | ---- | --- | --- | --- |
| 1957 | Écurie Maarsbergen                | Porsche 550 RS                 | Porsche 547/3 1,5 B4 | D |                      | АРГ  | МОН | 500  | ФРА  | ВЕЛ | ГЕР  | ПЕС | ИТА  |     |     |     |
| 1957 | Écurie Maarsbergen                | Porsche 550 RS                 | Porsche 547/3 1,5 B4 | D | Карел-Годен де Бофор |      |     |      |      |     | 14   |     |      |     |     |     |
| 1958 | Écurie Maarsbergen                | Porsche 718 RSK Porsche 550 RS | Porsche 547/3 1,5 B4 | D |                      | АРГ  | МОН | НИД  | 500  | БЕЛ | ФРА  | ВЕЛ | ГЕР  | ПОР | ИТА | МАР |
| 1958 | Écurie Maarsbergen                | Porsche 718 RSK Porsche 550 RS | Porsche 547/3 1,5 B4 | D | Карел-Годен де Бофор |      |     | 11   |      |     |      |     | Сход |     |     |     |
| 1959 | Écurie Maarsbergen                | Porsche 718 RSK                | Porsche 547/3 1,5 B4 | D |                      | МОН  | 500 | НИД  | ФРА  | ВЕЛ | ГЕР  | ПОР | ИТА  | США |     |     |
| 1959 | Écurie Maarsbergen                | Porsche 718 RSK                | Porsche 547/3 1,5 B4 | D | Карел-Годен де Бофор |      |     | 10   |      |     |      |     |      |     |     |     |
| 1959 | Écurie Maarsbergen                | Porsche 718 RSK                | Porsche 547/3 1,5 B4 | D | Стирлинг Мосс        |      |     | НС   |      |     |      |     |      |     |     |     |
| 1959 | Частные заявки                    | Behra Porsche                  | Porsche 547/3 1,5 B4 | D | Жан Бера             |      |     |      |      |     | НС   |     |      |     |     |     |
| 1959 | Частные заявки                    | Porsche 718 RSK                | Porsche 547/3 1,5 B4 | ? | Харри Блэнчард       |      |     |      |      |     |      |     |      | 7   |     |     |
| 1961 | Écurie Maarsbergen                | Porsche 718                    | Porsche 547/3 1,5 B4 | D |                      | МОН  | НИД | БЕЛ  | ФРА  | ВЕЛ | ГЕР  | ИТА | США  |     |     |     |
| 1961 | Écurie Maarsbergen                | Porsche 718                    | Porsche 547/3 1,5 B4 | D | Карел-Годен де Бофор |      | 14  | 11   | Сход | 16  | 14   | 7   |      |     |     |     |
| 1961 | Écurie Maarsbergen                | Porsche 718                    | Porsche 547/3 1,5 B4 | D | Ханс Херрман         |      | 15  |      |      |     |      |     |      |     |     |     |
| 1962 | Écurie Maarsbergen                | Porsche 718 Porsche 787        | Porsche 547/3 1,5 B4 | D |                      | НИД  | МОН | БЕЛ  | ФРА  | ВЕЛ | ГЕР  | ИТА | США  | ЮАР |     |     |
| 1962 | Écurie Maarsbergen                | Porsche 718 Porsche 787        | Porsche 547/3 1,5 B4 | D | Карел-Годен де Бофор | 6    | НКВ | 7    | 6    | 14  | 13   | 10  | Сход | 11  |     |     |
| 1962 | Écurie Maarsbergen                | Porsche 718 Porsche 787        | Porsche 547/3 1,5 B4 | D | Бен Пон              | Сход |     |      |      |     |      |     |      |     |     |     |
| 1962 | Écurie Filipinetti                | Porsche 718                    | Porsche 547/3 1,5 B4 | D | Хайни Уолтер         |      |     |      |      |     | 14   |     |      |     |     |     |
| 1962 | Scuderia SSS Republica di Venezia | Porsche 718                    | Porsche 547/3 1,5 B4 | D | Нино Ваккарелла      |      |     |      |      |     | 15   |     |      |     |     |     |
| 1963 | Écurie Maarsbergen                | Porsche 718                    | Porsche 547/3 1,5 B4 | D |                      | МОН  | БЕЛ | НИД  | ФРА  | ВЕЛ | ГЕР  | ИТА | США  | МЕК | ЮАР |     |
| 1963 | Écurie Maarsbergen                | Porsche 718                    | Porsche 547/3 1,5 B4 | D | Карел-Годен де Бофор |      | 6   | 9    |      | 10  | Сход | НКВ | 6    | 10  | 10  |     |
| 1963 | Écurie Maarsbergen                | Porsche 718                    | Porsche 547/3 1,5 B4 | D | Герхард Миттер       |      |     | Сход |      |     | 4    |     |      |     |     |     |
| 1964 | Écurie Maarsbergen                | Porsche 718                    | Porsche 547/3 1,5 B4 | D |                      | МОН  | НИД | БЕЛ  | ФРА  | ВЕЛ | ГЕР  | АВТ | ИТА  | США | МЕК |     |
| 1964 | Écurie Maarsbergen                | Porsche 718                    | Porsche 547/3 1,5 B4 | D | Карел-Годен де Бофор |      | 10  |      |      |     | НС   |     |      |     |     |     |